# وامیکا گبی
وامیکا گبی (انگلیسی: Wamiqa Gabbi؛ زادهٔ ۲۹ سپتامبر ۱۹۹۳) بازیگر هندی است که در فیلم‌های پنجابی، هندی، مالایالم، تامیل و تلوگو کار می‌کند. اولین حضورش در بازیگری را با ایفای نقش کوتاه در فیلم هندی وقتی همدیگر را دیدیم انجام داد. اما موفقیت اصلی او در فیلم تو برادرمی و من برادر تو هستم (۲۰۱۳)، با بازیگری در کنار یو یو هنی سینگ و امریندر گیل به دست آمد. به خاطر همین، او کاندید جایزه فیلم پنجابی پی تی سی در بخش بهترین نقش مکمل زن، شد. سپس او در بسیاری از فیلم‌های پنجابی همچون براندی عشق (۲۰۱۴)، نیکا زایلدار ۲ (۲۰۱۷)، مهمان (۲۰۱۸)، حرفهای دل (۲۰۱۹) و نیکا زایلدار ۳ (۲۰۱۹) درخشید.

## زندگی شخصی
گبی در روز ۲۹ سپتامبر ۱۹۹۳ در چندی‌گر در خانواده پنجابی به دنیا آمد. پدر او گوردهان گبی، نویسنده است و به زبان پنجابی و هندی نویسندگی می‌کند، که از نام مستعار گبی بهره می‌برد.

## فیلم‌شناسی
| سال  | نام فیلم                      | نقش                  | زبان     | نکات  | مرجع   |
| ---- | ----------------------------- | -------------------- | -------- | ----- | ------ |
| ۲۰۰۷ | وقتی همدیگر را دیدیم          | دختردایی گیت و روپ   | هندی     |       |        |
| ۲۰۰۹ | عشق امروزی                    |                      | هندی     | [ ۶ ] |        |
| ۲۰۱۱ | موسم                          | دختر لالا دورگاداس   | هندی     | [ ۷ ] |        |
| ۲۰۱۲ | سرور بیتو                     | خواهر بازیگر نقش اول | هندی     |       | [ ۸ ]  |
| ۲۰۱۳ | شانزده                        | تانیشا               | هندی     |       | [ ۹ ]  |
| ۲۰۱۳ | تو برادرمی و من برادر تو هستم | نیکی                 | پنجابی   |       | [ ۱۰ ] |
| ۲۰۱۴ | براندی عشق                    | کیمی                 | پنجابی   |       | [ ۱۱ ] |
| ۲۰۱۵ | چه روز خوبی                   | سیتا                 | تلوگو    |       | [ ۱۲ ] |
| ۲۰۱۷ | میدان                         | آدیتی سینگ           | مالایالم |       | [ ۱۳ ] |
| ۲۰۱۷ | نیکا زایلدار ۲                | ساوان کائور          | پنجابی   |       | [ ۱۴ ] |
| ۲۰۱۸ | مهمان                         | مانو                 | پنجابی   |       | [ ۱۵ ] |
| ۲۰۱۹ | ۹                             | اوا                  | مالایالم |       | [ ۱۶ ] |
| ۲۰۱۹ | نیکا زایلدار۳                 | پالپریت              | پنجابی   |       | [ ۱۷ ] |
| ۲۰۲۱ | ۸۳                            | آنو لال              | هندی     |       |        |
| ۲۰۲۱ | راز                           |                      | هندی     |       |        |